# Limo (film)
Limo is een Nederlandse kinderfilm uit 2009 met de meiden van Kus die in een ver land terechtkomen in een mysterieus dorp waar de tijd tweehonderd jaar stil is blijven staan.

## Synopsis
Anouk (Anouk van Schie) en haar vriendinnen Fleur (Fleur Minjon), Meike (Meike Hurts) en Monique (Monique de Waal) gaan naar een ver land waar een van hen een huis geërfd heeft. Het blijkt een kasteel te zijn, maar de erflater Professor Ploffermans (Jan Decleir) blijkt nog te leven. Hij woont er met zijn assistent Simon (Manuel Broekman).
Vanuit het kasteel is er een toegang tot een mysterieus dorp waar de tijd tweehonderd jaar stil is blijven staan. Alle kinderen zijn er verdwenen, maar daar lijkt niemand zich zorgen over te maken. De dorpelingen bevinden zich onder invloed van de preken van een dominee en van een blauw drankje waar mensen van in slaap raken. Ploffermans ontwikkelt een ander drankje als tegengif, en alles komt weer goed.

## Rolverdeling
| Acteur               | Personage             |
| -------------------- | --------------------- |
| Jan Decleir          | Professor Ploffermans |
| Jack Wouterse        | Dominee               |
| Jaap Spijkers        | Notaris               |
| Inge Ipenburg        | Ina Ribbel            |
| Manuel Broekman      | Simon                 |
| Maya van den Broecke | Ilsa                  |
| Anouk van Schie      | Anouk                 |
| Fleur Minjon         | Fleur                 |
| Monique de Waal      | Monique               |
| Meike Hurts          | Meike                 |